# 信用卡
信用卡（英語：Credit Card），是一种非现金交易付款的方式，是银行业提供的信贷服务。信用卡一般是长85.60毫米、宽53.98毫米、厚0.76毫米的塑膠卡片（尺寸大小是由ISO 7810、7816系列的文件定義），現市面上也有金屬卡面，由银行或信用卡公司依照用户的信用度与财力发给持卡人，持卡人持信用卡消费时无须支付现金，账单日时再进行还款，否则就会收取利息。除部份與金融卡結合的信用卡外，一般的信用卡与借记卡、提款卡不同，信用卡不会由用户的帐户直接扣除资金。

## 歷史

### 19世纪
最早的信用支付出現於19世纪末的英國，十九世纪八十年代，針對有錢人購買昂貴的奢侈品卻沒有隨身攜帶那麼多錢的情况，英國服裝業發展出所謂的信用制度，利用記錄卡，購物的時候可以及早帶流行商品回去，旅遊业与商業部門也都跟随這個潮流搶佔商機。但當時的卡片仅能进行在特定場所的短期商業賒借行為，款項還是要隨用隨付，不能長期拖欠，也沒有授信額度，完全是依賴富裕人口的資本信用而設計。另外如果有违约情况比如拒不付款，也较难追回。所以当时的银行并没有采纳这种体系，这种信用支付体系更多的是在地区性商家和连锁商家应用。

### 20世纪
20世纪50年代，第一張針對大眾的信用卡出現，美國曼哈頓信貸專家麥克納馬拉（Frank McNamara）在飯店用餐，由于没有带足够的钱，只能让太太送钱过来。這讓他覺得很狼狽，於是組織了「食客俱樂部」（即為大來卡），任何人獲准成為會員後，帶一張就餐記賬卡到指定27間餐廳就可以記賬消費，不必付現金，這就是最早的信用卡。此後隨簽約的合作對象越來越多，可供臨時透支的服務範圍也越來越大，人們也習慣了這種不必攜帶現金的方便交易型式，促進了銀行信用卡的到來，美國富蘭克林國民銀行是第一家發行信用卡的銀行，之後其他美國銀行也跟隨。
直到1958年以前，还没有人能够成功建立一种大范围循环信贷金融体系，因为这种体系需要第三方银行发行的卡被大量商户普遍接受，而不是商户发行的循环卡仅被少数商户接受。美国的一些小型银行曾进行过十几次尝试，但都未能持续很长时间。1958年，美国银行在加利福尼亚州弗雷斯诺推出了BankAmericard，这将成为第一张成功的现代信用卡。这张卡在其他卡失败的地方取得了成功，它打破了先有鸡还是先有蛋的循环，即消费者不想使用很少有商家接受的卡，而商家也不想接受很少有消费者使用的卡。 美国银行选择弗雷斯诺是因为当地45%的居民使用该银行，并且通过一次性向6万名弗雷斯诺市民赠送了卡，使得该银行能够说服当地很多商家接受该卡。它最终被授权给美国各地的其他银行，然后是世界各地的银行。
1976年，所有BankAmericard的被授权银行在共同品牌Visa下联合起来，也就是今天世界上最大的信用卡机构之一的维萨。1966年，另一群银行成立Master Charge与BankAmericard竞争，万事达的前身就此诞生。当花旗银行将1967年推出的Everything Card合并到1969年的Master Charge后，它的势力得到了显著的加强。
美国早期的信用卡是批量发行的，并主动大量邮寄给被认为风险较低的银行客户。但随后事态的发展却并不理想，据《生活》杂志报道，卡片“被邮寄给失业者、酗酒者、吸毒者和强迫性债务人”，时任美国总统的林登·约翰逊的特别助理贝蒂·弗内斯将其比喻作为“给糖尿病患者提供糖”。这些没有系统性筛除风险的群发行为被称为银行术语中的“drops”，由于容易造成金融混乱和不良债务激增而于1970年被取缔。然而到被取缔时，这些银行已经在美国发放了大约1亿张信用卡。到1970年后，只有申请信用卡后卡片才能通过群发邮件主动发送，而且银行会对申请者进行更多的审查以确定申请者可以承担还款义务。
现代的信用卡系统产生于1973年在Visa首任首席执行官Dee Hock的领导下实现的计算机化，这缩短了交易时间并提高了效率，也是现代信用卡的诞生。然而，在21世纪初始终互联网支持下的支付终端普及前，商家需要通过电话或者目录查询验证信用卡的持有人是否是本人或者卡片是否已经被盗。然而商家在不通过电话验证的情况下接受消费（尤其是低于一定价值的费用或来自已知且值得信赖的客户）的情况很常见，因为这种验证费时费力。具体来说，银行将载有被盗卡号列表的书籍分发给商家并定期更新，而商家无论如何都应该在接受卡片之前对照列表检查卡片，并验证收费单上的签名与卡上的签名。未能花时间遵循适当验证程序的商户可能会被收取欺诈费用，但由于程序的繁琐性，商户通常会简单地跳过部分或全部验证程序，并承担较小交易的风险。同时，银行也不一定能及时更新并分发被盗卡片的信息，从卡片被盗到银行接到相关信息再到制作目录分发给商家的这个时间差会让犯罪分子有可乘之机且防不胜防。

### 21世纪
在互联网普及后，上述的验证方法得到了极大的改善，商家可以更快地接受信用卡刷卡消费，而且不需要担心验证带来的低效和失误，也能减少交易风险。但网络普及和信用卡联网也带来了更多盗刷和伪造问题，美国和欧洲（尤其是西欧和南欧）是盗刷信用卡情况比较严重的国家和地区。不过现代的信用卡体系因为有赖于多重保险体系和风险控制体系而变得健全，美国和欧洲等信用卡普及很早的地区已经实现了盗刷后立刻返还额度的能力，而很多发展中国家（比如中国大陆）在报告盗刷后还需要进行调查才能返还额度。
目前在世界上的主流经济体中，信用卡往往和社会信用体系紧密挂钩，例如在美国，如果在银行规定的日期及其后的宽限期内未能还最低还款额度，会导致信用记录中出现债务违约，进而影响信用分数。另外，如果信用卡债相对于收入太高或者信用卡额度占用率太高都会导致信用分数的下降。

## 信用卡组织
国际上主要的发卡组织有Visa、萬事達卡、美國運通、大来国际、JCB、中国银联及發現卡等。
在中国大陆，拥有境内信用卡清算许可证的卡组织有中国银联，美国运通和万事达卡，发卡机构全部为银行。在美国运通和万事达卡取得中国境内清算许可证之前，为了方便国际使用，有些银行发行同时拥有中国银联和Visa、萬事達卡或JCB等外国卡组织两种标识的双币信用卡（简称双币卡）。但这类双币卡组织发行的信用卡却受制于卡组织的限制，无法在卡片上加入芯片和非接触式付款功能。而近年来中国大陆的银行也逐步开始发行Visa、万事达卡单标识的信用卡，具有EMV芯片以及非接触式付款功能，但这类卡片受制于中国监管要求无法在中国大陆境内使用。直到取得中国境内清算许可证之後，新發行的EMV芯片卡才可以在中國大陸境內使用。
由于互联网金融的发展，已经出现了沒有實體卡片，僅有卡號的虚拟信用卡，供持卡者在非實體店面交易時使用或者綁定Google Wallet、Apple Pay等電子錢包讓用戶能夠通過智能手機在實體店使用。但在一些國家，其合法性和监管问题存在争议。
近年，因擔心信用卡盜用等問題，部分銀行已經提供只顯示持卡人名稱的信用卡，不會顯示信用卡號碼、到期日和安全碼，進一步減少被盜用風險。

## 辨识
信用卡卡面上至少有以下資訊：

一般信用卡的正面示意圖例：
①發卡機構（銀行）
②EMV晶片
③防偽雷射標記
④卡号
⑤信用卡別
⑥有效期限
⑦持卡人名

一般信用卡的背面示意圖例：
①信用卡磁條
②持卡人簽名欄
③信用卡安全碼

- 正面：发卡行名称及标识、信用卡別（组织标识）及全息防伪标记、卡号、英文或拼音姓名、啟用日期（一般计算到月）、有效日期（一般计算到月），最新发行的卡片正面附有晶片。
- 背面：卡片磁条、持卡人签名栏（启用后必须签名）、服务热线电话、卡号末四位号码或全部卡号（防止被冒用）、信用卡安全码（在信用卡背面的签名栏上，紧跟在卡号末四位号码的后面的3位数字，用于电视、电话及网络交易等）。

## 分類
- 按國際發卡組織分：威士卡（Visa）、萬事達卡（MasterCard）、美國運通卡（AmEX）、大來信用証（Diners Club）、發現卡（探索銀行）、日財卡（JCB）、中國銀聯卡（China UnionPay）、聯合信用卡（臺灣）、NETS卡（英语：NETS (company)）（新加坡）、BC卡（韓國）、Banknetvn（越南）[2]等等。
- 按幣種分：單幣卡、雙幣卡、多幣種卡
- 按信用等級分：普通卡（銀卡）、金卡、白金卡、鈦金卡（御璽卡、晶緻卡、尊尚白金卡）、無限卡（世界卡、極緻卡、尊緻卡、鑽石卡）及黑卡（世界之極卡、無限殊榮卡）。
- 按是否聯名發行分：聯名卡、標準卡（非聯名卡）、認同卡。
- 按卡片形狀及材質分：標準卡、迷你卡、異形卡、透明卡等
- 按信息儲存介質分：磁條卡、晶片卡
- 按卡片間的關係分：主卡、附屬卡
- 按持有人的身份分：個人卡、公務卡、公司卡（商務卡）

此外，中國大陸地區對信用卡的範圍與國際有所不同。中國大陸的「信用卡」廣義指貸記卡和准貸記卡；狹義指貸記卡。即中國大陸的狹義上的信用卡與國際上所指的信用卡一致。

## 运作

### 申请
大多數情況下，具有完全民事行为能力（中国为年满18周岁的公民）的、有一定直接经济来源的公民，或没有直接经济来源的在校大学生（僅限本科生，部分銀行更限於中國“211工程”之重點大學），可以向发卡行申请信用卡。但是现在，在中国，银监会已经对学生办理信用卡的行为严加管束，以防止没有稳定经济收入的学生滥用信用卡，过早透支信用，成为卡奴。几乎所有的银行都已经停止核发学生信用卡，或者是要求学生监护人签署第三方还款协议。有时，法人也可以作为申请人。申请方式一般是通过填写信用卡申请表，并提交一定的证件复印件与证明等给发卡行。申请表都附带有使用信用卡的合同，申请人授权发卡行或相关部门调查其相关信息，以及提交信息真实性的声明，发卡行的隐私保护政策等，并要有申请人的亲笔签名。

### 核发
通常银行会根据申请資料，考察申请人多方面的资料与经济情况，以及各銀行內部的信審政策之標準，来判断是否发信用卡给申请人。考虑的因素有，申请人过去的信用记录、申请人已知的资产、职业特性等，現代許多銀行以電腦評分的方式，根據前述的資料量化成分數，以做為審核的參考。发卡行审核的具体因素与过程属于商业机密，外界一般很难了解。各个发卡行的标准也不尽相同，因此，同样的材料在不同的银行可能会出现核发的信用额度不同，信用卡的种类不同，甚至会出现有的银行审核通过，而有的银行拒发的情况。

### 开卡
由于信用卡申请通过后是通过邮寄将卡片寄出等方式，所以并不能保证领取人就是申请人。为了使申请人和银行免遭盗刷损失，信用卡在正式启用前设置了开卡程序。开卡主要是通过电话或者网络等，核对申请时提供的相关个人信息，符合后即完成开卡程序。此时申请人变为卡片持有人，在卡片背后签名后可以正式开始使用。

### 交易使用方式
信用卡通常仅限于持卡人本人使用，外借给他人使用一般是违反使用合同的。

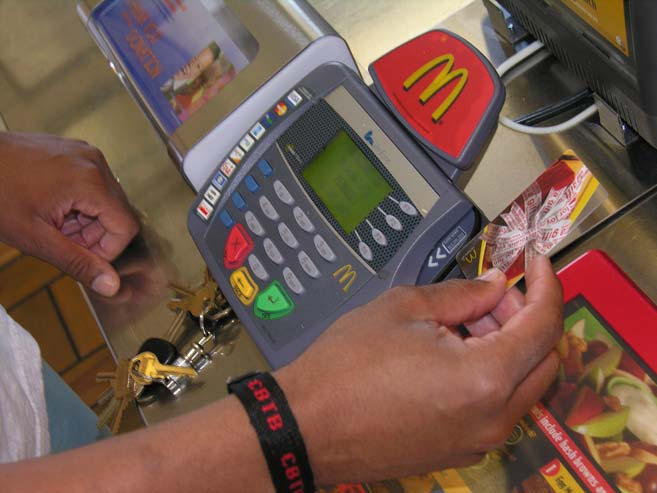
麥當勞POS机刷卡

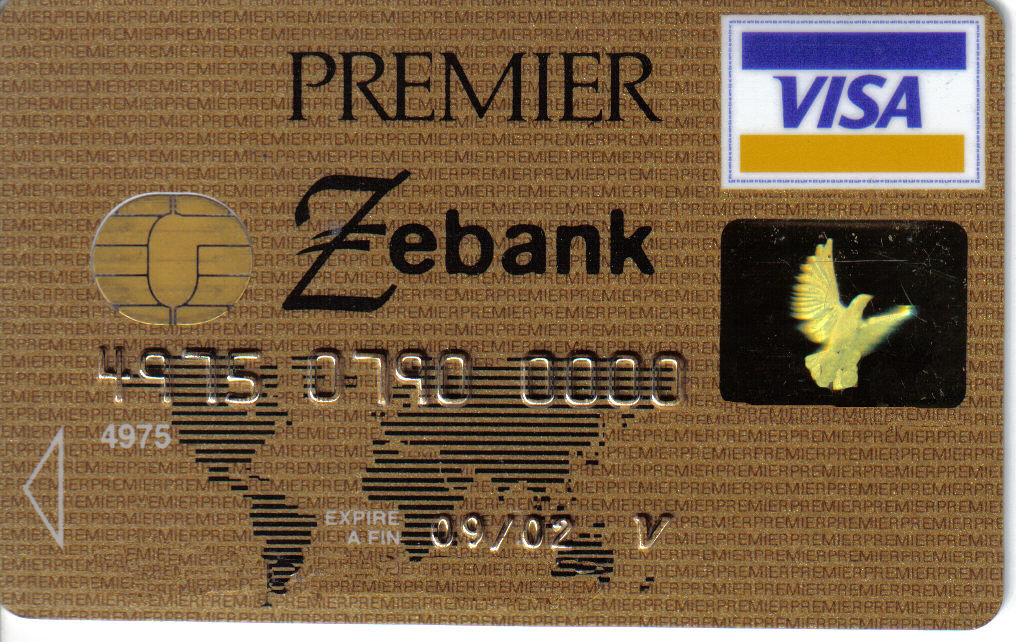
Visa類型卡

- POS机刷卡 在POS机上刷卡是目前最常见的信用卡使用方式，是一种联网刷卡的方式。刷卡时，操作员应首先查看信用卡的有效期和持卡人姓氏等信息。然後，根据发卡行以及需要支付的货币种类选择相应的POS机，将磁条式信用卡的磁条在POS机上划过，或者将芯片式信用卡插入卡槽，连通银行等支付网关，输入相应的金额。远程支付网关接受信息后，一般分为两种情况：

1. POS机会印出刷卡支付的收据（至少是两联），持卡人检查支付收据上的信息无误后应在此收据上签字。操作员核对收据上的签名和信用卡背后的签名后（包括姓名完全相符和笔迹基本相符），将信用卡及刷卡支付收据的一联给持卡人，
2. 支持输入密码并且已设置开启密码验证的POS机会要求持卡人输入正确密码以完成交易，输入后与情况1一样将打印出两联收据后操作员再将收据与卡交给持卡人。

至此，POS机上的刷卡程序完成。
- RFID机拍卡 在RFID机上以拍卡感应是一种新类型的信用卡使用方式，亦是联网方式的一种。拍卡时，操作员应首先查看信用卡的有效期和持卡人姓氏等信息。然后，根据发卡行以及需要支付的货币种类选择相应的拍卡机，输入相应的金额，将信用卡的平放于感应器上方不多于10cm的地方。RFID机感应到信用卡后会发出讯号声响，然后继续运作程序，远程支付网关接受信息后，打印机（如已连接）会打出拍卡支付的收据，但与以往之方式不同，持卡人无须签字，比以往之方式更快捷，更方便。至此，RFID机上的拍卡感应程序完成。在部分地区，该方式有单笔金额限制(如英国限制为100英镑 （页面存档备份，存于））
- 手工压单 手工压单通常在没有POS机或不能联网的情况下使用，是一种早期的交易方式。压单操作必须有壓敏複寫式的“直接簽購單”（至少是两联）和电话。压单前的檢查工作與POS机相同。然後，操作员将信用卡用压单设备将信用卡上凸起的卡号、姓名等印到簽購單上，并书写金額、日期等資訊，然後撥打收單銀行授權專綫電話，报出卡片資訊申請授權，並將獲得的授權碼書寫在簽購單上，然后持卡人确认无误后签字。操作员核对签名后，将信用卡及簽購單的一联交给持卡人，至此，手工压单程序完成。 授權電話通常會被即時撥打。在某些通信不暢或信用風紀良好的地區，會遇到商戶壓卡客戶簽字後便交付商品完成交易的情況。授權會在日後完成，惟商戶有風險遇到信用卡詐騙（如若客戶使用無效卡支付，不立即申請授權碼便無法馬上發現）。現今有些信用卡製作時卡號是以印刷方式印在卡面，並沒有機器打浮凸字，因此無法使用手工壓單的方式刷卡，這類信用卡上面通常會標示「Electronic Use Only」。
- 网络支付 从持卡人角度来讲，网络支付被认为是信用卡的几种支付方式中风险最大的一种，因为不怀好意的人可能使用网络钓鱼、窃听网络信息、假冒支付网关等手段窃取用户资料。网络支付时，需要输入卡号，信用卡有效期，卡背面签名栏旁的数字的维萨CVV2码/万事达卡CVC2、网上交易密码，有时需要输入姓名、网页随机生成的验证码等。输入完成后，点提交即可完成网络支付。
- 电视、电话交易  同网络支付类似，需要卡号、有效期，维萨CVV2码/万事达卡CVC2等信息。
- 预授权：指针对宾馆、汽车租赁商、医院等类型的特约商户向发卡机构取得持卡人一定时间内（通常为30天）在不超过预授权金额一定比例范围（通常是115%）的付款承诺，并在持卡人获取商品或接受服务后向发卡机构进行承兑的业务。通俗讲就是先冻结银行卡内部分资金用作押金，后按实际消费金额结算的业务。具体是指持卡人在商户消费时，商户收银员根据持卡人需求，按预先估计的消费金额，向发卡机构申请授权，发卡机构根据客户账户情况给出应答，对批准的申请将暂时冻结持卡人银行卡内的信用额度（信用卡）或存款金额（借记卡）作为押金。待持卡人消费正式完成后，商户按实际消费金额，向发卡机构请求正式进行清算。发卡机构根据特约商户确认交易指令在持卡人账户扣收实际消费款项，并向特约商户完成消费支付。这类消费行为具有交易授权与资金清算不同步、预计消费金额与实际结算金额可能不一致的特点。无论是信用卡还是借记卡，都可进行预授权业务。但信用卡需要有足够的透支金额，借记卡需要有足够的账户余额。
  - 预授权操作：由商家通知发卡机构冻结信用卡的约定的可用额度作为押金，发卡机构作为这笔押金的第三方看管人。通常有离线预授权和在线预授权两种方式。采用POS机具受理时，由发卡系统自动进行验证和授权，因此具有方便、安全、高效等特点。与一般的“消费”不同，持卡人不需要在“预授权凭证”上签字。[3]
  - 追加预授权操作：等同于续交押金。发卡机构累计预授权金额，重新生成预授权号码。
  - 预授权撤销操作：在结账清算时，如果持卡人支付现金或另外单独刷卡支付或者持卡人与商户协定取消服务消费等情况下，则由商家通知发卡机构立即解冻信用卡的这笔预授权全部额度的操作。这是预授权操作的反向操作。预授权撤销申请一旦发出给发卡机构，就不能再要求取消“预授权撤销”。不支持对部分预授权金额的撤销。欧美通行做法是在结帐清算时先做预授权撤销操作，再做刷卡扣款。持中国银联卡在香港等境外入住宾馆，通常做法是走信用卡外币通道做预授权，在退房结帐时先做预授权撤销操作，然后再用该卡的银联人民币通道直接刷卡支付消费金额。
    - 联机预授权撤销操作：应该在预授权操作后的30日内进行。通常是消费者现场确认。
    - 手工预授权撤销操作/预授权撤销申请：应该在预授权操作后的20个工作日内进行。这通常是预授权撤销联机操作不成功或者消费者不在场的情形。

  - 预授权完成操作：在结账清算时，如果持卡人要求商家从预授权额度中直接扣除消费金额，则由商家通知发卡机构从这笔信用卡预授权额度中扣除一定金额，剩余的预授权额度立即解冻的操作。直接扣款金额最多为预授权金额的115%。每笔预授权交易，只能进行一次预授权完成交易。预授权完成交易必须在预授权交易日起30天内完成，否则只能托收处理。商家将预授权完成凭证的客户回单联和原预授权凭证交持卡人。这种支付操作常见于中国内地。
    - 预授权完成联机/预授权完成在线/预授权完成请求：商家收银人员在pos终端机上进行这一操作。如果终端或系统无法通过联机方式实现“预授权完成”，可选择预授权完成离线方式。采用联机方式，商家还可以进行预授权完成撤销操作。
    - 预授权完成离线/预授权完成通知：采用离线方式，商家不能再进行预授权完成撤销操作。
    - 预授权完成手工：商家应在预授权交易日以后20-25天内填写手工单（《预授权完成申请单》和《客户手工业务申请表》）及持卡人消费单据等提交受理行，受理行提交日从持卡人处扣款。这通常是在“跑单”情况下，即消费者没有结帐离店，商家凭持卡人消费明细、入住单等凭证，手工提交受理行办理。因此，通常入住宾馆15天后，需要重新进行预授权操作，原来的预授权撤销，以防预授权超过15天后发生跑单导致商家受损。

  - 预授权完成撤销操作：如果“预授权完成”操作中发生了错误，例如多扣款或者少扣款，或者消费者与商家发生纠纷，可由商家在当日当批原交易终端上主动向发卡机构提起撤消这笔预授权完成操作。预授权完成撤销后，发卡机构恢复原预授权金额。
  - 恢复信用额操作：如果持卡人与商家约定预授权额度在一定时间后如果没有约定事件发生（例如租车时没有交通违章记录）将由发卡机构自动解除预授权的操作。这段时间为7～30天不等，最常见的为30天。

预授权业务允许持卡人在特约商家处刷卡消费其信用卡信用额度的115%，这已经成为一个著名的破绽被用于信用卡诈骗犯罪。持卡人勾结开通了预授权的不法商家，首先向卡里充入巨额资金，这就杠杆放大了该卡的信用额度，然后按照115%做“预授权”操作，再做“预授权完成联机”操作，这样信用卡机构的巨额资金就转入了不法商家帐户，扣除预充入的资金，剩余15%的资金仍然是一笔巨款。这一犯罪行为泛滥之后，各信用卡机构已经采取了各种措施堵塞这一漏洞。

## 安全
信用卡的安全問題主要分為下述五大方面：
1. 信用卡：不肖人士或犯罪集團以假卡或廢卡（過期/遺失作廢/磁帶損毀......等）冒充正卡消費，直接矇騙商家或甚發卡機構。
2. 持卡人：卡片保管不善/處理不當（過期/磁帶失效的信用卡未进行銷毀，或遺失未立即作廢等），以及個人資訊無意之間遭竊取或騙取。
3. 消費商家：服務人員於持卡人消費過程超刷，或竊取其信用卡資訊至其他商家消費。（於實體商家與網路虛擬商家皆有可能發生）
4. 發卡機構：電腦系統遭惡意入侵，竊取客戶基本/交易資訊。亦有機構內部從業人員監守自盜或內神通外鬼等不肖情事。
5. 交易系統與機制：只要是人類所製作的或經手的，就免不了人為的錯誤與疏失；再嚴謹的交易機制，配合從確認到結算的世界級交易系統，仍然有被入侵的可能，而且所謂的「入侵」其實也具有等級層次上的差別。

### 安全問題案例
2005年6月，美國CardSystems Solutions, Inc.的一個信用卡資料處理中心被駭客入侵，約4000萬帳戶的號碼和有效期資訊已被駭客惡意截獲，涉及到的信用卡品牌有维萨、萬事達卡、美國運通等。CardSystems Solutions, Inc.是在美國專為銀行、會員機構、特約商店處理卡片交易資料的外包廠商，位於美國亞利桑那州杜桑市（Tucson Arizona），在美國負責處理大約105000家中小企業業務。

### 各國法規原則
- 中华人民共和国 - 最高人民法院《关于审理银行卡民事纠纷案件若干问题的规定》於2021年五月起實施，對於信用卡相關司法案件做出適用時代社會發展的判例解釋，[5]其中明確信用卡被實體或線上盜刷者只要及時報案和通知銀行未有拖延，[6]法院審理中將支持由銀行方負擔被盜刷損失，儘可能免除使用者的責任。[7][8]第七条至第十二条根据纠纷产生主体的不同，分别对不同主体之间的盗刷责任进行了规定，并在第十三条规定了不得重复受偿原则。

### 密碼十號
密碼10號（Code 10）電話是商戶當發覺可能受到信用卡詐騙時撥打的。短語“密碼10號授權”（"Code 10 authorization"）用來防止客戶警覺到商戶已經對其所持的卡片產生了懷疑。接綫員將會向商戶提問一系列“是/否”問題來核實商戶對卡片或持卡人的懷疑。商戶可能會被要求在安全的情況下扣留卡片。

## 驗證規則
信用卡卡號不是隨意就可產生，一般可由Luhn算法核验。

以4013 7356 3380 0642來作範例
| 4  | 0  | 1  | 3  | 7  | 3  | 5  | 6  | 3  | 3   | 8   | 0   | 0   | 6   | 4   | 2   |
| n1 | n2 | n3 | n4 | n5 | n6 | n7 | n8 | n9 | n10 | n11 | n12 | n13 | n14 | n15 | n16 |

先把最後一位的數字 (2) 保留，作為驗證碼。
然後把所有數字反方向排列，即變為由右至左，我們得出﹕
| 4  | 6  | 0  | 0  | 8  | 3  | 3  | 6  | 5  | 3   | 7   | 3   | 1   | 0   | 4   |
| n1 | n2 | n3 | n4 | n5 | n6 | n7 | n8 | n9 | n10 | n11 | n12 | n13 | n14 | n15 |

再把所有奇數位 (4、0、8、3、5、7、1、4) 乘上2得到
| 8  | 6  | 0  | 0  | 16 | 3  | 6  | 6  | 10 | 3   | 14  | 3   | 2   | 0   | 8   |
| n1 | n2 | n3 | n4 | n5 | n6 | n7 | n8 | n9 | n10 | n11 | n12 | n13 | n14 | n15 |

如有位數的值變為雙位數，則把該位數的值減 9，經處理後的數值如下﹕
| 8  | 6  | 0  | 0  | 7  | 3  | 6  | 6  | 1  | 3   | 5   | 3   | 2   | 0   | 8   |
| n1 | n2 | n3 | n4 | n5 | n6 | n7 | n8 | n9 | n10 | n11 | n12 | n13 | n14 | n15 |

把所有位元的數字相加
{\displaystyle 8+6+0+0+7+3+6+6+1+3+5+3+2+0+8=58}
最後把驗證碼 (2) 加進我們算出的數值。
{\displaystyle 58+2=60}
如果計算結果可以被 10 整除，則該組為有效的信用卡號碼
{\displaystyle 60\equiv 0{\pmod {10}}}

## 還款及欠款的問題
“记账日”是指發卡機構根据持卡人发生的交易将交易款项记入其信用卡账户的日期，一般是交易的当天。信用卡一般设有每月固定的“账单日”与“到期还款日”。在账单日，发卡机构根据持卡人上一账单月度内发生的交易将交易款项，并各项费用（滞纳金、超限费、年费、手续费、追索费等）、结计的利息等汇总金额作为下一个账单月度的本金（即在此时间点，利息、各项费用滚入了本金，实现了复利滚动），记入其信用卡账户，并计算出下一个“到期还款日”持卡人的“当期应还款项”与最低还款金额，并给持卡人发送“对账单”。如果在“到期还款日”或之前能全额还款，则对刷卡消费交易免收利息。但如果在还款日未能全额还款，则上一个账单月度内的所有刷卡交易不再享有免息，每笔交易自消费当日起按天计收利息，这称为“部分还款，全额计息”。不过近些年有些信用卡的发卡商修改了政策，未足额还款时只对未清偿部分计收从银行记账日起至还款日止的透支利息，最后还款日结算时按照刷卡交易的时间先后顺序，先对靠前的交易以免息方式还款记账，对于靠后的交易的未能还款部分则按日计收利息。
信用卡逾期是指超过发卡机构规定的最后还款期限，未能偿还欠款或偿还欠款不足最低还款额，该期账单即形成逾期。
发卡机构收到持卡人还款时，按照以下顺序对其信用卡账户的各类欠款（含交易款项、费用及利息等）进行偿还，同类欠款按银行记账先后顺序偿还：   
1. 对于未逾期的信用卡账户，先偿还已过免息还款期或不享受免息还款期的欠款，后偿还未过免息还款期欠款。
2. 对于逾期一定日数以内的信用卡账户，先偿还利息或各项费用，后偿还本金（除利息、费用以外的交易款项，下同）；对于逾期一定日数以上的信用卡账户，先偿还本金，后偿还利息或各项费用。

发卡机构一般对信用卡还款实施了容时容差服务。例如晚三天还款或小额欠缴（如10元），持卡人及时致电发卡行客服中心申请容时服务并全额还款就不罚息。如果未还款项在10元以内，可以滚动至下月再计息，当月不再全额计息；如果未还款项超过10元，则全额计息。
如果是信用卡取现，则没有免息，从取现当日开始逐日计收利息。
刷信用卡消费后如果发生了退货，商户将退货款返还到信用卡账户的日期若发生在账单日后、还款日前的这一期间，一般不能充抵当月的信用卡账单应还金额，只能留到下期账单充抵，还款还要按当期账单还，不然会罚息；若退货款返还到信用卡账户的日期若发生在账单日之前，则当期账单会自动冲销该笔交易，持卡人不用为此交易还款。

### 香港
在香港，信用卡持有人通常於每個月都會收到月結單，如果信用卡持有人曾於該月使用信用卡消費，便需要在月結單上的最後付款限期前繳交月結單上的最低還款額，否則發卡公司有權加收極其高昂的利息及行政費用，或是聘用去進行讨债，甚至直接將難以收回的不良債務打折出售給有黑社會背景的組織從而避免追債導致的法律責任。

### 中国大陆
信用卡的利息由中国人民银行1999年颁布的《银行卡业务管理办法》统一规定为每天万分之五。
每期账单的最低还款额为：（信用额度内）消费款的10%+100%提现金额+100%前期最低还款额未还清部分+100%超过信用额度消费款+100%费用 + 100%利息 + 分期还款本期应还部分（分为有息及无息两种）。上述的“费用”包括信用卡滞纳金和超限费。如果持卡人未能全部偿还最低还款额，则将影响持卡人的个人信用记录。
信用卡超限费是指当持卡人累计未还用款金额超过发卡银行为其核定的信用额度时，按规定应向发卡银行支付的费用。超限后，账户内所有的应付款项不享受免息还款期待遇，持卡人须对超额部分按一定比例缴纳超限费。大部分银行通常将信用卡刷卡消费的最高额度控制在原额度的110%，但也有銀行不允许刷卡超限。
滞纳金按最低还款额未还部分的5%计算。
取现手续费，各银行为1%-2.5%。取现日息万分之五。
账单分期手续费，各银行规定根据不同的分期期数而不同。例如，透支消费10000元，分6期还款，手续费率为0.7%，则每期都要还手续费10000*0.7%=70元，6期总计还手续费70*6=420元。即发卡行总是以初始贷款额度征收手续费。
举例：某银行的信用卡在每月1日为账单日，每月25日为还款日，未足额还款时只对未清偿部分计收从银行记账日起至还款日止的透支利息。某持卡人的刷卡与还款情况如下：
| 交易日期 | 交易情况         | 交易金额 | 备注                                    |
| -------- | ---------------- | -------- | --------------------------------------- |
| 12月1日  | 转入上期账单余额 | -4500.00 | 这是在11月份发生的应还金额              |
| 12月2日  | 刷卡消费         | -1000.00 |                                         |
| 12月14日 | 刷卡消费         | -1200.00 |                                         |
| 12月25日 | 信用卡还款       | 4500.00  | 全额还清了11月份的应还总额              |
| 12月30日 | 刷卡消费         | -3000.00 |                                         |
| 12月31日 | 刷卡消费         | -2000.00 |                                         |
| 1月1日   | 转入上期账单余额 | -7200.00 | 12月份发生的应还款总额                  |
| 1月10日  | 刷卡消费         | -400.00  |                                         |
| 1月25日  | 信用卡还款       | 5000.00  | 未能足额还款，上期账单还有2200.00未还款 |
| 1月26日  | 转账还款         | 2600.00  | 还清信用卡内显示的全部款项              |
| 2月1日   | 转入上期账单余额 | -28.70   | 透支利息                                |

该人于1月25日的还款日未能还清上个账单月度（12月份）的应还款总额7200元。按照该卡之规定，实际还款的5000元首先清偿12月2日的消费1000元、12月14日的消费1200元、12月30日的消费3000元中的部分即2800元。由此，12月30日消费中的部分即200元、12月31日消费的2000元未能还款，开始按交易发生的当天开始逐日计利息。持卡人于1月26日又还款了2600元，则信用卡记账系统首先清偿12月30日消费交易的欠款200元，然后清偿12月31日消费的2000元，最后清偿了1月10日消费的400元。至此，12月30日消费的欠款200元从12月30日至1月26日计收利息: 200元 × 27日 × 0.05%/日 = 2.70元； 12月31日消费的2000元从12月31日至1月26日计收利息：2000元×26日×0.05%/日 = 26.00元。这两笔刷卡交易在1月26日还清了本金，但计收利息28.70元于2月1日被计入了一月份的对账单。
根据《中华人民共和国刑法》及2018年11月28日修订后公布，12月1日起施行的《关于办理妨害信用卡管理刑事案件具体应用法律若干问题的解释》，恶意透支型“信用卡诈骗罪”，是指持卡人以非法占有为目的，超过规定限额或者规定期限透支，并且经发卡银行两次催收后超过3个月仍不归还的行为。恶意透支数额在5万元以上不满50万元的，应当认定为刑法第一百九十六条规定的“数额较大”；恶意透支数额在50万元以上不满500万元的，应当认定为刑法规定的“数额巨大”；数额在500万元以上的，应当认定为刑法规定的“数额特别巨大”。恶意透支的数额不包括复利、滞纳金、手续费等发卡银行收取的费用。在信用卡犯罪中，法院的刑事判决一般应仅就犯罪所得即透支本金作出裁判，而不应对复利（包括正常利息和罚息）、滞纳金、超限费、手续费等费用作出处理。